# Sålejaure (Ovikens socken, Jämtland)
Sålejaure är en sjö i Bergs kommun i Jämtland och ingår i Indalsälvens huvudavrinningsområde. Sjön har en area på 0,476 kvadratkilometer och ligger 855,5 meter över havet. Sjön är en del av sjösystemet Dörrsjöarna.

## Delavrinningsområde
Sålejaure ingår i det delavrinningsområde (698626-139664) som SMHI kallar för Utloppet av Sålejaure. Medelhöjden är 995 meter över havet och ytan är 2,46 kvadratkilometer. Räknas de 2 avrinningsområdena uppströms in blir den ackumulerade arean 9,02 kvadratkilometer. Vattendraget som avvattnar avrinningsområdet har biflödesordning 4, vilket innebär att vattnet flödar genom totalt 4 vattendrag innan det når havet efter 332 kilometer. Avrinningsområdet består mestadels av kalfjäll (81 procent). Avrinningsområdet har 0,47 kvadratkilometer vattenytor vilket ger det en sjöprocent på 19,3 procent.